# Edinburgh Cup 1972
L'Edinburgh Cup 1972 è stato un torneo di tennis giocato sull'erba. È stata la 2ª edizione del torneo, che fa parte dei Tornei di tennis femminili indipendenti nel 1972. Si è giocato ad Edimburgo in Gran Bretagna, dal 24 al 30 ottobre 1972.

## Campionesse

### Singolare
Margaret Court ha battuto in finale  Virginia Wade con il punteggio di 6–3, 3–6, 7–5

### Doppio
Margaret Court /  Virginia Wade hanno battuto in finale  Julie Heldman /  Betty Stöve con il punteggio di 6–2, 6–3